# Wilham de Waddington
Wilham de Waddington fue un poeta anglo-normando del siglo XIII.
Wilham de Waddington es el autor del Manuel des pechiez [Manual de los pecados], una obra didáctica de unos 1.200 octosílabos rimados redactada entre 1250 y 1270 en la que enumera las faltas de los laicos a los elementos esenciales de la moral religiosa por el modo de confesarse. Esta obra fue traducida poco después por Robert de Brunne al inglés con el título de Handlyng Synne (1303).

## Obra
- Gaston Paris, Wilham de Wadington, auteur du Manuel des péchés. Macé de la Charité, auteur d'une Bible en vers français, Paris, Impr. nationale, 1881